# Alfredo Lalanne
Pour les articles homonymes, voir Lalanne.
Pas d'image ? Cliquez ici

a Compétitions nationales et continentales officielles uniquement.

b Matchs officiels uniquement.
Dernière mise à jour le 27 avril 2020.
Alfredo Lalanne, né le 3 mars 1983 à Buenos Aires (Argentine), est un joueur de rugby argentin. Il joue en équipe d'Argentine, il évolue au poste de demi de mêlée.

## Carrière de joueur

### En club
- San Isidro Club  Argentine
- London Irish  Angleterre
- London Scottish  Angleterre

### En équipe nationale
Il a honoré sa première cape internationale avec l'équipe d'Argentine le 9 août 2008 contre l'équipe d'Afrique du Sud.

## Statistiques en équipe nationale
- 10 sélections
- Sélection par année : 1 en 2008, 4 en 2009, 2 en 2010, 3 en 2011